# Ladislav Sluka
Ladislav Sluka (1979, Jablonec nad Nisou), jinak zvaný Kocour Pozdnický, je restaurátor a truhlář, který vyrábí repliky gotického nábytku.

## Osobní život
Narodil se do truhlářské rodiny. Jeho životní styl, vizáž a obydlí je gotického rázu, obléká se pouze do historických šatů. Věnuje se také šermu a účastní se rekonstrukcí středověkých bitev. Jeho otec se nějakou dobu věnoval opravám a historii orchestrionů, vydal o nich knihu Orchestriony - aneb svět včerejška. Jeho manželka Monika, jinak zvaná Holubička, se věnuje šití historické módy a textilu.

## Vzdělání
Vystudoval maturitní obor návrhář nábytku na soukromé střední průmyslové škole nábytkářské v Kateřinkách u Liberce, kde jej s ručními nástroji naučil pracovat mistr Dufek. Posléze absolvoval Soukromou střední umělecko-průmyslovou školu v Písku (dnes VOŠ restaurátorská), obor konzervátor - restaurátor a kovář. Absolvoval také dvouleté dálkové studium na Ústavu památkové péče v Praze. Nějakou dobu se chtěl Sluka stát kastelánem, prováděl na hradě Valdštejn, avšak posléze si zvolil za práci restaurování. Od roku 2008 má povolení k restaurování nábytku, který je kulturní památkou.

## Profese
Věnuje se restaurování historického mobiliáře a výrobě replik gotického nábytku v Huti u Jablonce, v domě ze 17. století. Jako předloha mu slouží dochované kusy nábytku z celé Evropy, písemné prameny či vyobrazení v umění. Jeho výrobky mají značku Regionální produkt Jizerské hory. Sluka získal první místo v titulu Živnostník roku 2018 Libereckého kraje v rámci soutěže pořádané Českou spořitelnou. V roce 2019 vydal Sluka díky podpoře Libereckého kraje katalog Gotický nábytek. Roku 2021 získal od hejtmana Libereckého kraje titul Mistr tradiční rukodělné výroby.

### Výstavy
Vystavoval svůj gotický nábytek na výstavě Medieval Furniture v Brně roku 2009. Během 700. výročí narození Karla IV. v roce 2016 vystavoval v Regionálním muzeu v Jílovém u Prahy, Rožmberském paláci na Pražském hradě, Podhoráckém muzeu v Tišnovském klášteře a v Minoritském klášteře v Českém Krumlově. Roku 2021 v chomutovském muzeu vystavoval svůj nábytek a jeho žena textil na výstavě Odstíny gotiky. Dlouhodobě je Slukův nábytek zapůjčen na zámku v Jindřichově Hradci, v Trenčíně, a také v již zmíněném Českém Krumlově a Jílové.

## Publikace
- SLUKA, Ladislav; RADA, Ondřej; SOJKA, Jaroslav. Gotický nábytek. [Huť]: [Ladislav Sluka], [2018]. 47 s. ISBN 978-80-270-5076-5.